# フェニルグリオキシル酸
フェニルグリオキシル酸(Phenylglyoxylic acid)は、化学式で表される有機化合物である。共役塩基は、ベンゾイルギ酸として知られ、チアミン二リン酸依存性酵素であるベンゾイルギ酸デカルボキシラーゼの基質となる。
ベンゾイルギ酸 +  H+ {\displaystyle \rightleftharpoons } ベンズアルデヒド + CO2
無色の固体で、融点は、64-66℃である。
フェニルグリオキシル酸は、過マンガン酸カリウムによるマンデル酸の酸化によって合成できる。ベンゾイルシアニドの加水分解でも得られる。